# Burgholzhof
Der Burgholzhof (früher auch Holzburg und heute unter dem Kürzel „221“ bekannt) ist ein Stadtteil der baden-württembergischen Landeshauptstadt Stuttgart. Zusammen mit den Stadtteilen Altenburg, Birkenäcker, Hallschlag, Neckarvorstadt und Pragstraße einerseits sowie Cannstatt-Mitte, Espan, Im Geiger, Kurpark, Muckensturm, Schmidener Vorstadt, Seelberg, Sommerrain, Steinhaldenfeld, Veielbrunnen, Wasen und Winterhalde andererseits bildet er den Stadtbezirk Bad Cannstatt. Die erste Gruppe von Stadtteilen liegt dabei auf der linken, der "Alt-Stuttgarter" Neckarseite. Der Burgholzhof wird teilweise militärisch durch US-Streitkräfte genutzt. Seit Ende der 1990er Jahre entstand dort ein 12,7 Hektar großes Neubaugebiet.

## Geschichte

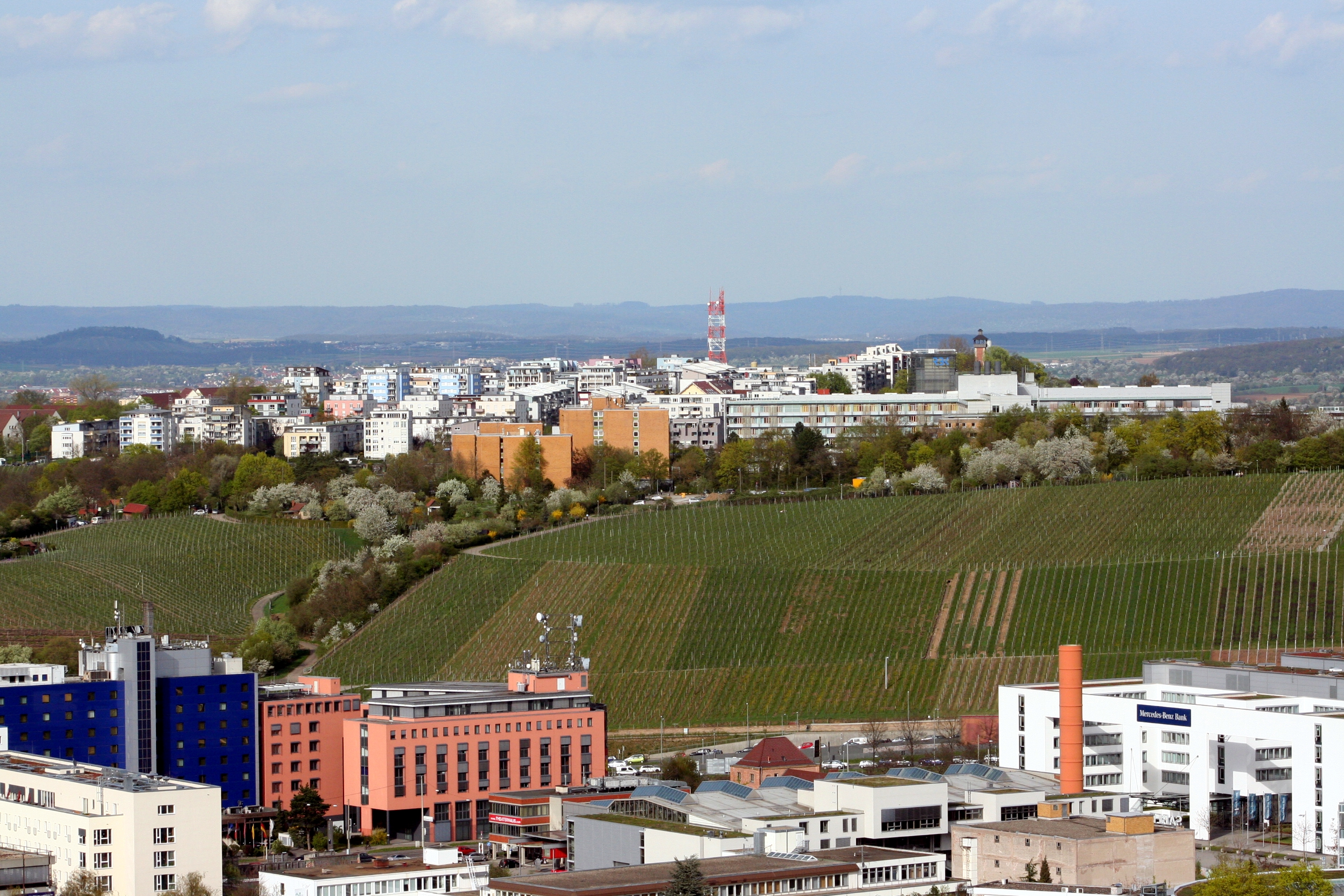
Burgholzhof vom Killesbergturm aus gesehen

Der Name leitet sich von einem früher hier ansässigen Gehölz ab, das 1574 erstmals namentlich erwähnt wurde. Später wurde das Gebiet wohl übernutzt, was zur Verheidung geführt haben dürfte, denn es war auch von der Wolfersberger Heide die Rede. Die Hofkammer sowie verschiedene gemeindliche und private Eigentümer teilten sich das Gelände im Jahr 1830. 1838 tauchte der Name dann erstmals in den Güterbüchern auf. Die Hofdomänenkammer als Privatvermögensverwaltung der württembergischen Königsfamilie erwarb den Burgholzhof 1852 von Gutsbesitzer Johannes Zeltmann für 30.500 Gulden. Ursprünglich umfasste die Domäne 82,4 Hektar Land. Sie wurde nacheinander an mehrere Mitglieder der Familie Aldinger verpachtet: Johannes (1852–1873), dessen Witwe Friederike (1873–1876), August (1876–1899), Maria und ihre Söhne Julius und Gustav (1899–1911) sowie Gustav Aldinger (1911–1928). Die Hofkammer verkaufte 1934 an den Reichswehrfiskus 63 Hektar Land als Exerzierplatz; die verbleibenden Güter vergab sie in Einzelpacht. Das restliche Gelände der Domäne wurde 1974 bis 1976 an die Stadt Stuttgart, die Pächterin der Restflächen sowie das Robert-Bosch-Krankenhaus verkauft. 1940 wurde das am südwestlichen Rand des heutigen Stadtteils gelegene Robert-Bosch-Krankenhaus eingeweiht, das wegen Platzmangels schon zwischen 1969 und 1973 in einen Neubau weiter oben auf dem Burgholzhof umziehen musste. Im alten Krankenhauskomplex befindet sich heute hingegen das Polizeipräsidium Stuttgart.
Seit 1934 werden große Teile des Areals militärisch genutzt. Zunächst errichtete die Wehrmacht neben dem Gutshof die Flandernkaserne sowie ein Infanterie-Übungsgelände. Nach dem Zweiten Weltkrieg nutzten die US-Militärs die Kaserne erst als Lager für Displaced Persons, ab 1948 wurden dort die Robinson Barracks, ein weitläufiges Wohngebiet für amerikanische Militärangehörige, angelegt. In den 1950er Jahren wurde für die Angehörigen der Militärs eine Wohnsiedlung geschaffen, daneben ein Einkaufszentrum und eine Schule sowie ein eigenes Energie-Zentrum, was den Kasernenkomplex autark machte.

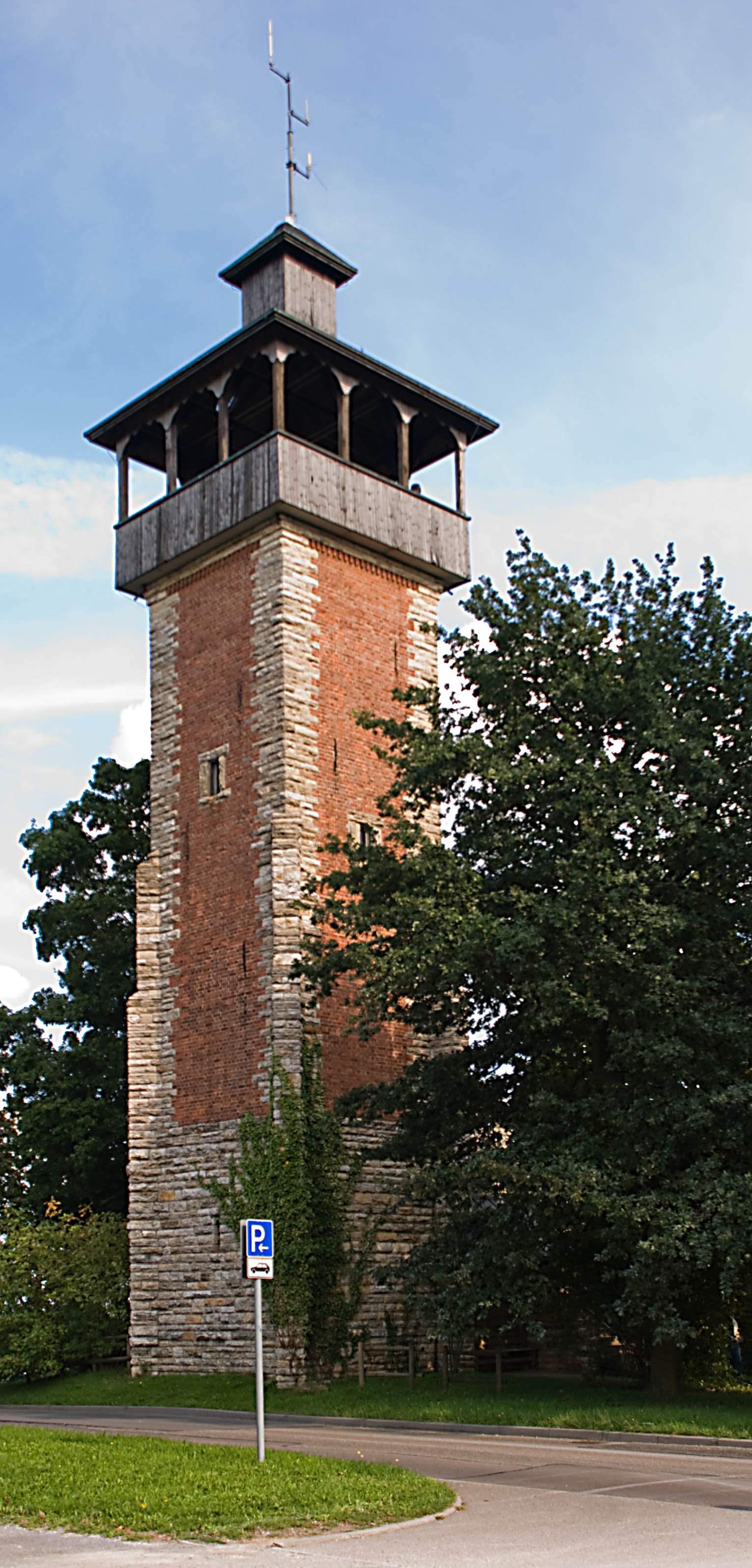
Aussichtsturm Burgholzhof

Ab 1993 gaben die USA einen Teil des Geländes auf, was eine städtebauliche Entwicklung des Gebiets ermöglichte. 1995 wurde ein Wettbewerb für die Nutzung der freigewordenen Flächen ins Leben gerufen. Zwischen 1998 und 2005 wurde das Umfeld des Gutshofs in zwei Bauabschnitten bebaut, die vorerst letzte freie Baulücke wurde 2012 geschlossen. Das neu bebaute Gelände am Burgholzhof umfasst 12,7 Hektar. Dort entstanden rund 1100 Wohnungseinheiten, in denen viele junge Familien mit Kindern wohnen. Etwa ein Viertel der Bewohner sind unter 25 Jahre alt, weshalb der Burgholzhof zu den Stuttgarter Stadtteilen mit dem größten Kinderreichtum und niedrigsten Altersdurchschnitt gehört.
Der Cannstatter Verschönerungsverein ließ 1891 den Aussichtsturm Burgholzhof errichten, der bis heute ein beliebtes Ausflugsziel darstellt. Der in der Mitte der Siedlung liegende und inzwischen grundsanierte Gutshof beheimatet eine städtische Kindertagesstätte, ein Bürgerhaus, ein Ökumenisches Zentrum und kleinere Nahversorgungseinheiten. Die Straßennamen des Neubaugebiets ehren die Friedensnobelpreisträger Anwar as-Sadat, Mahatma Gandhi und Jitzchak Rabin sowie den ehemaligen US-amerikanischen Außenminister James F. Byrnes für dessen Stuttgarter "Hoffnungsrede" von 1946. Zudem wurde 2008 ein Platz mit Kreisverkehr vor dem Robert-Bosch-Krankenhaus nach dem südafrikanischen Friedensnobelpreisträger Albert John Luthuli benannt. Seit Juli 2013 befindet sich in der Mahatma-Gandhi-Straße eine Büste Gandhis, ein Geschenk der Republik Indien an die Stadt Stuttgart.